# Arrondissement Niort
Niort is een arrondissement van het Franse departement Deux-Sèvres in de regio Nouvelle-Aquitaine. De onderprefectuur is Niort.

## Kantons
Het arrondissement was tot 2014 samengesteld uit de volgende kantons:
- Kanton Beauvoir-sur-Niort
- Kanton Brioux-sur-Boutonne
- Kanton Celles-sur-Belle
- Kanton Champdeniers-Saint-Denis
- Kanton Chef-Boutonne
- Kanton Coulonges-sur-l'Autize
- Kanton Frontenay-Rohan-Rohan
- Kanton Lezay
- Kanton Mauzé-sur-le-Mignon
- Kanton Melle
- Kanton La Mothe-Saint-Héray
- Kanton Niort-Est
- Kanton Niort-Nord
- Kanton Niort-Ouest
- Kanton Prahecq
- Kanton Saint-Maixent-l'École-1
- Kanton Saint-Maixent-l'École-2
- Kanton Sauzé-Vaussais

Na de herindeling van de kantons bij decreet van 18 februari 2014 met uitwerking op 22 maart 2015 omvat het arrondissement volgende kantons:
- Kanton Autize-Égray ( deel: 6/26 )
- Kanton Celles-sur-Belle
- Kanton Frontenay-Rohan-Rohan
- Kanton Mignon-et-Boutonne
- Kanton Melle
- Kanton Niort-1
- Kanton Niort-2
- Kanton Niort-3
- Kanton La Plaine niortaise
- Kanton Saint-Maixent-l'École